# Lederia kidoi
Lederia kidoi là một loài bọ cánh cứng trong họ Melandryidae. Loài này được Sasaji miêu tả khoa học năm 1995.